# Giovanni Enrico
Giovanni Enrico (Casale Monferrato, 1851 – 1909) è stato un ingegnere italiano, progettista, pioniere nel campo automobilistico.

## Biografia
Laureatosi alla Scuola di applicazione per gli ingegneri di Torino il 31 dicembre 1876, dedicandosi poi alla realizzazione meccanica in proprio, con un'officina aperta nel 1879 per la produzione di dispositivi idraulici e a vapore. Nel 1901 fu assunto da Giovanni Agnelli al posto di Aristide Faccioli, quale direttore progettista della FIAT, e per primo realizzò il modello 12 HP, dotata di motore biblocco e radiatore a nido d'ape.
Pioniere di grande inventiva, brevettò un sistema di anticipo automatico con magnete a bassa tensione e un tipo di cambio con ingranaggi sempre in presa. Tra le sue innovazioni, quella di modificare l'allora classica posizione delle valvole laterali portandole, con il modello 100 HP del 1905, nella posizione divenuta classica, in testa, inclinate e comandate da un singolo bilanciere. 
Sposò la marchesa Emma Marini di Villa Franco ed ebbe tre figlie.